# Cutlass
Cutlass è un cortometraggio diretto da Kate Hudson, uscito il 16 ottobre 2007.